# Ilex cristalensis
Ilex cristalensis är en järneksväxtart som beskrevs av Ludwig Eduard Loesener. Ilex cristalensis ingår i släktet järnekar, och familjen järneksväxter. Inga underarter finns listade i Catalogue of Life.